# Henry Thomas Colebrooke
Henry Thomas Colebrooke [kohlbruck] (* 15. Juni 1765 in London; † 10. März 1837 ebenda) war der erste Sanskritist seiner Zeit, Hauptbegründer des Studiums der indischen Literatur in Europa und Präsident der Royal Asiatic Society. Außerdem war er als Verwaltungsbeamter und Statistiker, Jurist und Botaniker tätig. Sein offizielles botanisches Autorenkürzel lautet „Colebr.“.

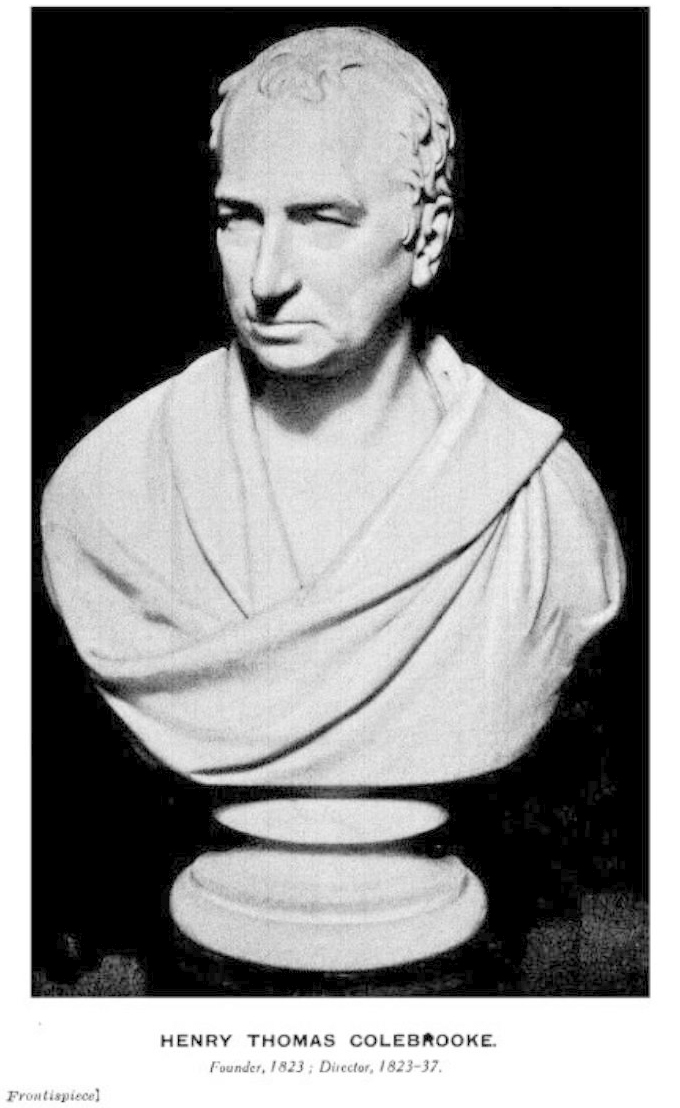
Büste von H. T. Colebrooke im Besitz der Royal Asiatic Society

## Leben
Colebrooke war der Sohn des Bankiers und Parlamentsmitglieds Sir George Colebrooke, der ab 1769 auch Vorsitzender im Verwaltungsrat der East India Company war. Colebrooke wurde zunächst privat in klassischen Sprachen, Französisch, Deutsch und Mathematik unterrichtet. Dabei erwachte auch sein Interesse für Mathematik. 1782 ging er für die East India Company nach Indien. Er war zuerst Verwaltungsbeamter, Richter in Mirzapur, ab 1801 am Berufungsgericht in Kalkutta und dann britischer Resident am Hof zu Berar; seine Erkenntnisse der Beschäftigung mit Landwirtschaft und Handel Bengalens war die bereits 1795 abgeschlossene, aber erst 1804 veröffentlichte, statistisch-volkswirtschaftliche Schrift Remarks on the Husbandry and Internal Commerce of Bengal. Sie bildete noch bei den Auseinandersetzungen um die Steuererhebung in Indien 1886 die maßgebliche Quelle.
Um indisches Recht studieren zu können, lernte er Sanskrit. 1805 wurde er Professor für indisches Recht und Sanskrit am College von Fort William in Kalkutta, wo er seine Sanskrit Grammatik schrieb. Oktober 1814 kehrte er nach Europa zurück. 1823 war er Mitgründer der Royal Asiatic Society. 1824 war er Präsident der Royal Astronomical Society. Außerdem war er auswärtiges Mitglied der Russischen Akademie der Wissenschaften in Sankt Petersburg, der Académie des Inscriptions et Belles-Lettres (1831) und der Bayerischen Akademie der Wissenschaften sowie Mitglied der Linnean Society, der Geological Society in London und der Royal Society of Edinburgh.

## Indisches Recht
Auf das Sanskrit, die alte heilige Sprache Indiens, wurden die Engländer zuerst durch die praktischen Bedürfnisse der Rechtsprechung in Indien geführt. Dieses Bedürfnis rief auch das erste größere Werk von Colebrooke hervor, seine Übersetzung eines umfangreichen indischen Rechtswerks über Erbrecht, Sachen- und Obligationenrecht (A digest of Hindu law on contracts and successions, Kalkutta 1798, 3 Bände; London 1801, 3 Bände; Madras 1864, 3 Bände). Ihr folgte als Ergänzung seine Translation of two treatises on the law of inheritance (1810; wieder abgedruckt in Whitley Stokes’ Hindu law books, 1865).
Colebrooke führte diese Übersetzungen noch ohne alle lexikalischen Hilfsmittel, nur mit Unterstützung einiger indischer Panditen mit außerordentlicher Genauigkeit und bewunderungswürdigem Geschick in der Wiedergabe der zahlreichen juristischen Kunstausdrücke der Sanskritliteratur aus. Sie gaben nicht nur das Muster spätere Übertragungen indischer Rechtswerke ab, sondern bildeten auch jahrzehntelang die Hauptgrundlage englischer Handbücher für indisches Recht und der Rechtsprechung der anglo-indischen Gerichtshöfe, soweit dabei das indische Nationalrecht zugrunde gelegt wurde.

## Indische Literatur
Die gleiche Sorgfalt und philologische Gründlichkeit zeichnet die zahlreichen Essays von Colebrooke aus, die fast alle Teile der indischen Literatur betreffen, so seine Abhandlungen über die Vedas, über die philosophischen Systeme der Inder, über die indischen Sekten, über das indische Maß- und Münzsystem, über Sanskrit- und Prakritpoesie, über indische Inschriften, über den indischen und arabischen Tierkreis und über die Pflichten einer indischen Witwe (Witwenverbrennung).
Colebrookes Aufsätze erschienen zuerst in den Veröffentlichungen der Asiatischen Gesellschaften von Kalkutta und London, später wurden sie wiederholt gesammelt (zum Beispiel von Edward Byles Cowell, Miscellaneous essays by Henry Thomas Colebrooke, London 1873, 2 Bände; dazu als dritter Band Colebrookes Biographie von seinem Sohn).

## Grammatik und Lexikographie
Grundlegend für das Studium der indischen Grammatiker und Lexikographen wirkten seine unvollendete Sanskritgrammatik (Kalkutta 1805), die von ihm veranlasste erste Ausgabe der Grammatik des Panini (1810) und das von ihm herausgegebene alte Sanskritwörterbuch Amara-kosha. Für die Geschichte der Mathematik wichtig ist seine Übertragung aus dem Sanskrit Algebra of the Hindus (London 1817). Colebrooke erkannte auch als einer der ersten die enge Verwandtschaft des Sanskrits mit den indogermanischen Sprachen Europas.

## Biografie
- Sir Thomas Edward Colebrooke:  The life of Henry Thomas Colebrooke. 1873

## Dedikationsnamen
Ihm zu Ehren wurde eine Art aus der Gattung der Losbäume, Clerodendron colebrookianum Walp., benannt.

## Werke
- Remarks on the Husbandry and Internal Commerce of Bengal. Calcutta 1804 [als MS 1795], Nachdruck mit Vorwort, Calcutta 1884
- A grammar of the Sanscrit language. Calcutta 1805
- Dictionary of the Sanskrit Language. Serampore 1808
- Algebra with arithmetic and mensuration from the Sanskrit of Brahmegupta and Bhascara . London 1817, archive.org
- Description of select Indian Plants. 1818
- On Boswellia and certain Indian Terebinthaceae. 1827
- Miscellaneous Essays. 2 Bände. London 1857
- Ceylon - Reports of Lientnant-General Colebrooke and Charles Hay Cameron, Esq. House of Commons, 1832
- Miscellaneous essays. 2 Bände. 1857, Neuauflage 1873
- H. Th. Colebrooke’s Abhandlung über die heiligen Schriften der Indier. 1847